# 685
685 (DCLXXXV) var ett normalår som började en söndag i den julianska kalendern.

## Händelser

### Juli
- 23 juli – Sedan Benedictus II har avlidit den 8 maj väljs Johannes V till påve.

### Okänt datum
- Pikterna besegrar anglerna i slaget vid Nechtanesmere.

## Födda
- Chlothar IV, frankisk kung av Austrasien 715–719 (född omkring detta år)

## Avlidna
- 8 maj – Benedictus II, påve sedan 684.